# Therese Nilshagen
Therese Nilshagen (24 de enero de 1983) es una jinete sueca que compite en la modalidad de doma.
Ganó dos medallas de bronce en el Campeonato Europeo de Doma, en los años 2017 y 2019.

## Palmarés internacional
| Campeonato Europeo | Campeonato Europeo      | Campeonato Europeo | Campeonato Europeo |
| Año                | Lugar                   | Medalla            | Categoría          |
| ------------------ | ----------------------- | ------------------ | ------------------ |
| 2017               | Gotemburgo (Suecia)     | Medalla de bronce  | Por equipos        |
| 2019               | Róterdam (Países Bajos) | Medalla de bronce  | Por equipos        |